# Discografia de Spice Girls
A discografia de Spice Girls, um grupo feminino britânico de música pop, compreende três álbuns de estúdio, uma coletânea musical, dois álbuns especiais, treze singles próprios, duas participações e nove singles promocionais lançados pela Virgin Records em uma carreira divididas em duas etapas. Em 26 de junho de 1996 o grupo iniciou seu trabalho ao lançar o single "Wannabe", que alcançou primeira posição em trinta e quatro países, não atingindo o topo das paradas apenas na Austria, onde foi número dois, e Itália, onde foi número três. A canção vendeu cerca de 7 milhões de cópias, se tornando a faixa de maior sucesso de um grupo feminino em todos os tempos. Em 14 de outubro é lançado "Say You'll Be There", segunda canção da banda a atingir a primeira posição no Reino Unido, entrando para o Guinness Book do ano seguinte como a canção que mais vendeu em sua primeira semana, 350 mil cópias, na semana de 14 à 20 de outubro. Em 4 de novembro de 1996 é lançado o primeiro álbum do grupo, intitulado Spice, conquistando primeiro lugar em sete países e certificações de disco de platina déculo no Reino Unido e Estados Unidos e disco de diamante no Canadá, vendendo ao todo 23 milhões de cópias em todo o mundo e sendo o álbum mais vendido por um grupo feminino da história. Em 16 de dezembro a terceira música de trabalho do grupo, "2 Become 1", atinge a primeira durante a semana do Natal, ganhando o Brit Awards do ano seguinte como Videoclipe do Ano. Em 3 de março de 1997 é lançado o quarto e quinto singles do álbum, o duplo "Mama" e "Who Do You Think You Are", que novamente conquistaram o topo do UK Singles Chart, fechando o álbum com todas as faixas lançadas em primeiro lugar. A apresentação da canção no Brit Awards daquele ano viria a render ao grupo onze anos depois, em 2008 o prêmio de melhor apresentação de todos os tempos.
Em 13 de outubro de 1997 é lançada "Spice Up Your Life", primeira faixa de trabalho do segundo álbum do grupo, que atinge a primeira posição no Reino Unido, porém tendo a colocação mais baixa do grupo nos Estados Unidos dentre as canções lançadas no país, dezoito. Em 3 de novembro é lançado o segundo álbum das Spice Girls, intitulado Spiceworld, que novamente conquista disco de diamante no Canadá além de disco de platina quintuplo no Reino Unido, vendendo ao todo 14 milhões de cópias mundialmente, sendo 4,1 milhões apenas nos Estados Unidos. Em 15 de dezembro, como segundo single e como forma de divulgar o filme Spice World, nos qual protagonizaram, é lançada a canção "Too Much", que alcança a posição de número um, totalizando seis singles, e sete faixas, a alcançar a posição continuamente. Em 9 de março de 1998, após iniciar a primeira turnê, é liberada a terceira faixa a ser trabalha, "Stop", primeira canção do grupo à atingir o segundo lugar. Logo após o grupo pretendia lançar "Viva Forever" e "Never Give Up On The Good Times" como quarto e quinto singles do álbum em forma dupla, porém os planos foram mudados quando, em 31 de maio, Geri Halliwell deixa as Spice Girls alegando diferenças entre elas. Em 20 de julho apenas "Viva Forever" é lançado, trazendo um videoclipe realizado em forma de animação, no qual manteve o quinteto no vídeo. Em 8 de dezembro é liberada a primeira faixa como um quarteto, "Goodbye", alcançando a primeira posição em países como Reino Unido, Nova Zelândia, Canadá, Polônia e Irlanda e se tornando um dos maiores sucessos do grupo. A canção faz o grupo igualar o record até então mantido pelos Beatles com três canções em primeiro lugar na semana do Natal em três anos seguidos.
Após dois anos de recesso para se dedicarem às carreiras solo, as Spice Girls lançam como single duplo as canções "Holler" e "Let Love Lead the Way", alcançando o décimo número um do grupo, sendo também a décima segunda canção a conseguir tal posição. Em 6 de novembro é lançado o terceiro álbum do grupo, Forever, sendo o primeiro à conquistar apenas o segundo lugar, vendendo pouco mais de 2 milhões de cópias apenas. Com a ênfase vindo dada pelas integrantes por suas carreiras solos, o grupo acaba os trabalhos no álbum sem mais singles, liberando apenas como single promocional as canções "Tell Me Why", apenas no Reino Unido e Canadá, "If You Wanna Have Some Fun", em países selecionados da Europa, "Weekend Love", em Taiwan[carece de fontes?] e "Oxygen", apenas no Brasil, terminando os trabalhos com o grupo no início de 2001. Em 28 de junho de 2007 as Spice Girls anunciam um breve retorno novamente como quinteto. Em 5 de novembro a canção "Headlines (Friendship Never Ends)" é lançada como canção de trabalho do retorno, sendo tema daquele ano da campanha Children in Need e da apresentação do Victoria's Secret Fashion Show, porém alcançando apenas a décima primeira posição no Reino Unido. Em 9 de novembro é lançada a primeira coletânea oficial do grupo, Greatest Hits, trazendo apenas mais uma canção inédita, "Voodoo". Em 2008 as intengrantes encerram novamente as atividades em grupo.
As Spice Girls venderam em torno de 90 milhões de cópias, sendo o maior grupo feminino da história em todos os tempos.

## Álbuns

### Álbuns de estúdio
| 1996                                                                                   | Spice - Lançamento: 4 de novembro de 1996 - Formatos: CD, LP e cassete - Gravadora: Virgin Records            | 1 | 6 | 3 | 1 | 1  | 1  | 1 | 1  | 1 | 5  | 1 | - : 23 milhões - : 2.7 milhões - : 800 mil - : 7,5 milhões | - BPI: 10× Platina - BVMI: 3× Ouro - ARIA: 6× Platina - ABPD: 2× Platina - Music Canada: Diamante - RIAA: 10× Platina - NVPI: 3× Platina - IRMA': 9× Platina - RIANZ: 7× Platina - IFPI: 2× Platina - IFPI: 2× Platina |
| 1997                                                                                   | Spiceworld - Lançamento: 3 de novembro de 1997 - Formatos: CD, LP e cassete - Gravadora: Virgin Records       | 1 | 4 | 2 | 2 | 3  | 1  | 1 | 1  | 3 | 2  | 1 | - : 14 milhões - : 2 milhões - : 450 mil - : 4.1 milhões   | - BPI: 5× Platina - BVMI: Platina - ARIA: 6× Platina - ABPD: Platina - Music Canada: Diamante - RIAA: 4× Platina - NVPI: Platina - RIANZ: 3× Platina - IFPI: 2× Platina - IFPI: 2× Platina                             |
| 2000                                                                                   | Forever - Lançamento: 6 de novembro de 2000 - Formatos: CD, LP e download digital - Gravadora: Virgin Records | 1 | 6 | 1 | 6 | 36 | 30 | 1 | 25 | 1 | 11 | 1 | - : 2 milhões - : 300,000 - : 100,000 - : 207,000          | - BPI: Platina - BVMI: Ouro - ARIA: Ouro - ABPD: Ouro - Music Canada: 2× Platina - NVPI: Ouro - RIANZ: Ouro - IFPI: Platina                                                                                            |
| "—" denota álbuns que não entraram nas paradas musicais ou não foram lançados no país. | |   |   |   |   |    |    |   |    |   |    |   |                                                            | |

### Coletâneas
| 2007                                                                                   | Greatest Hits - Lançamento: 12 de novembro de 2007 - Formatos: CD, DVD, download digital - Gravadora: Virgin Records | 1 | 4 | 1 | 11 | 12 | 9 | 9 | 15 | 50 | 52 | 1 | - 1,7 milhões - : 30,000 - : 600,000 | - BPI: 2× Platina - ARIA: Platina - ABPD: Ouro - Music Canada: Ouro - RIANZ: Ouro |
| "—" denota álbuns que não entraram nas paradas musicais ou não foram lançados no país. | |   |   |   |    |    |   |   |    |    |    |   |                                      |                                                                                   |

### Outros álbuns
| Ano  | Álbum | Detalhes                                                           |
| ---- | --- | ------------------------------------------------------------------ |
| 1998 | Sing Out Sisters! (The Ultimate Girl Anthem Karaoke Album) - Lançado: 1998 - Gravadora: E2 Records - Formato: CD | - Álbum Karaokê. - Traz faixas dos dois primeiros álbuns do grupo. |
| 2007 | Club Remixes - Lançado: 2007 - Gravadora: Virgin Records - Formato: CD                                           | - Coletânea trazendo os três primeiros singles do grupo remixados. |

## Singles
| Ano                                                                                     | Single                              | Melhores posições | Melhores posições | Melhores posições | Melhores posições | Melhores posições | Melhores posições | Melhores posições | Melhores posições | Melhores posições | Melhores posições | Melhores posições | Melhores posições | Certificação | Álbum         |
| Ano                                                                                     | Single                              | UK                | ALE               | AUS               | CAN               | EUA               | HOL               | IRL               | NZL               | POL               | SUE               | SUI               | BRA               | Certificação | Álbum         |
| --------------------------------------------------------------------------------------- | ----------------------------------- | ----------------- | ----------------- | ----------------- | ----------------- | ----------------- | ----------------- | ----------------- | ----------------- | ----------------- | ----------------- | ----------------- | ----------------- | --- | ------------- |
| 1996                                                                                    | "Wannabe"                           | 1                 | 1                 | 1                 | 1                 | 1                 | 1                 | 1                 | 1                 | 1                 | 1                 | 1                 | 1                 | - BPI: 6× Platina - BVMI: Ouro - ARIA: 2× Platina - RIAA: 5× Platina - SNEP: Diamante - NVPI: Ouro - IFPI: Platina - IFPI: Ouro - IFPI: Ouro | Spice         |
| 1996                                                                                    | "Say You'll Be There"               | 1                 | 1                 | 1                 | 1                 | 3                 | 1                 | 2                 | 2                 | 1                 | 1                 | 1                 | 1                 | - BPI: 4× Platina - ARIA: Ouro - SNEP: Ouro - RIAA: 3× Platina - IFPI: Ouro                                                                  | Spice         |
| 1996                                                                                    | "2 Become 1"                        | 1                 | 13                | 2                 | 2                 | 4                 | 3                 | 1                 | 3                 | 1                 | 7                 | 10                | 1                 | - BPI: Platina - BVMI: Ouro - ARIA: Platina - RIAA: Ouro - SNEP: Ouro - IFPI: Platina                                                        | Spice         |
| 1997                                                                                    | "Who Do You Think You Are"          | 1                 | 4                 | 13                | —                 | —                 | 2                 | 1                 | 6                 | 1                 | 5                 | 6                 | 1                 | - BPI: Platina - BVMI: Ouro - SNEP: Prata - NVPI: Ouro - IFPI: Ouro                                                                          | Spice         |
| 1997                                                                                    | "Mama"                              | 1                 | 4                 | 13                | —                 | —                 | 2                 | 1                 | 6                 | 1                 | 5                 | 6                 | 1                 | - BPI: Platina - BVMI: Ouro - SNEP: Prata - NVPI: Ouro - IFPI: Ouro                                                                          | Spice         |
| 1997                                                                                    | "Spice Up Your Life"                | 1                 | 1                 | 8                 | 1                 | 18                | 1                 | 1                 | 2                 | 1                 | 2                 | 1                 | 1                 | - BPI: Platina - ARIA: Platina - RIAA: 2× Platina - SNEP: Ouro - IFPI: Platina                                                               | Spiceworld    |
| 1997                                                                                    | "Too Much"                          | 1                 | 1                 | 9                 | 1                 | 9                 | 5                 | 4                 | 1                 | 1                 | 18                | 18                | 1                 | - BPI: Platina - BVMI: Ouro - SNEP: Ouro | Spiceworld    |
| 1998                                                                                    | "Stop"                              | 2                 | 35                | 5                 | 3                 | 16                | 6                 | 3                 | 9                 | 1                 | 8                 | 20                | 1                 | - BPI: Prata - ARIA: Ouro - SNEP: Prata | Spiceworld    |
| 1998                                                                                    | "Viva Forever"                      | 1                 | 4                 | 2                 | —                 | —                 | 7                 | 2                 | 1                 | 1                 | 6                 | 3                 | 1                 | - BPI: Platina - BVMI: Ouro - ARIA: Ouro - SNEP: Prata - IFPI: Ouro - IFPI: Ouro                                                             | Spiceworld    |
| 1998                                                                                    | "Goodbye"                           | 1                 | 17                | 3                 | 1                 | 11                | 4                 | 1                 | 1                 | 1                 | 2                 | 8                 | 1                 | - BPI: Platina - ARIA: Platina - Music Canada: 2× Platina - RIAA: Ouro - RIANZ: Platina - IFPI: Ouro                                         | Forever       |
| 2000                                                                                    | "Holler"                            | 1                 | 17                | 2                 | 2                 | 56                | 15                | 3                 | 2                 | 1                 | 8                 | 15                | 1                 | - BPI: Prata - ARIA: Platina - RIANZ: Ouro                                                                                                   | Forever       |
| 2000                                                                                    | "Let Love Lead the Way"             | 1                 | 17                | 2                 | 5                 | —                 | 12                | 3                 | 2                 | 1                 | 8                 | 15                | 1                 | - BPI: Prata - ARIA: Platina - RIANZ: Ouro                                                                                                   | Forever       |
| 2007                                                                                    | "Headlines (Friendship Never Ends)" | 11                | 46                | 74                | 42                | 93                | 52                | 29                | —                 | —                 | 3                 | —                 | 15                | | Greatest Hits |
| "—" denota singles que não entraram nas paradas musicais ou não foram lançados no país. |                                     |                   |                   |                   |                   |                   |                   |                   |                   |                   |                   |                   |                   | |               |

### Participações
| 1998                                                                                    | "(How Does It Feel to Be) On Top of the World?"(como parte do grupo England United)         | 9  | —  | —  | single para caridade |
| 1999                                                                                    | "It's Only Rock'n Roll (But I Like It)"(como parte do grupo Artists for Children's Promise) | 19 | 55 | 92 | single para caridade |
| "—" denota singles que não entraram nas paradas musicais ou não foram lançados no país. |                                                                                             |    |    |    |                      |

### Singles promocionais
| Ano  | Single                       | Álbum                         | Nota                                                       |
| ---- | ---------------------------- | ----------------------------- | ---------------------------------------------------------- |
| 1996 | "Sleigh Ride"                | não adicionado a nenhum álbum | - Apenas no Reino Unido                                    |
| 1997 | "Move Over"                  | Pepsi Music Live              | - Lançado para promover a campanha da Pepsi                |
| 1997 | "Step To Me"                 | Pepsi Music Live              | - Lançado para promover a campanha da Pepsi                |
| 1999 | "My Strongest Suit"          | não adicionado a nenhum álbum | - Apenas na Australia                                      |
| 2000 | "Tell Me Why"                | Forever                       | - Apenas no Dance Chart do Reino Unido, Australia e Canadá |
| 2001 | "If You Wanna Have Some Fun" | Forever                       | - Apenas em alguns países da Europa                        |
| 2001 | "Weekend Love"               | Forever                       | - Apenas em Taiwan                                         |
| 2001 | "Oxygen"                     | Forever                       | - Apenas no Brasil                                         |
| 2008 | "Voodoo"                     | Greatest Hits                 | - Apenas na Australia                                      |

### Outras canções nas paradas
| Ano  | Single                            | Posições | Posições | Álbum                         |
| Ano  | Single                            | ROM      | TAW      | Álbum                         |
| ---- | --------------------------------- | -------- | -------- | ----------------------------- |
| 1998 | "Never Give Up On The Good Times" | 19       | —        | Spiceworld                    |
| 2007 | "Megamix"                         | —        | 5        | não adicionado a nenhum álbum |

## Outras Aparições

### Como artista convidada
| Ano  | Canção                       | Artista           | Álbum                                           |
| ---- | ---------------------------- | ----------------- | ----------------------------------------------- |
| 1997 | "Don't Go Breaking My Heart" | Elton John        | An Audience With Elton John                     |
| 1998 | "Viva Forever"               | Luciano Pavarotti | Pavarotti & Friends for the Children of Liberia |
| 1998 | "Stop"                       | Luciano Pavarotti | Pavarotti & Friends for the Children of Liberia |

### Trilhas sonoras
| Ano  | Canção               | Álbum                      |
| ---- | -------------------- | -------------------------- |
| 1997 | "Power Of 5"         | Channel 5                  |
| 1998 | "Sleigh Ride"        | Jack Frost                 |
| 1998 | "Walk Of Life"       | Sabrina, the Teenage Witch |
| 2004 | "Wannabe"            | Sleepover                  |
| 2005 | "Wannabe"            | Chicken Little             |
| 2008 | "Spice Up Your Life" | Beautiful People           |

### Coletâneas diversas
| Ano  | Canção               | Álbum                          |
| ---- | -------------------- | ------------------------------ |
| 1997 | "Move Over"          | Pepsi Music Live               |
| 1997 | "Step To Me"         | Pepsi Music Live               |
| 1998 | "Spice Invaders"     | The Best Of The Pop            |
| 1999 | "My Strongest Suit"  | Elton John and Tim Rice's Aida |
| 2000 | "Christmas Wrapping" | Now! The Christmas Album       |
| 2000 | "Last Christmas"     | Now! The Christmas Album       |
| 2002 | "Christmas Wrapping" | Christmas Megastars            |
| 2005 | "Christmas Wrapping" | Plugged In For The Holidays    |

## Videografia

### Álbuns de vídeo
| Título                               | Detalhes                                                                  | Certificação                                          |
| ------------------------------------ | ------------------------------------------------------------------------- | ----------------------------------------------------- |
| One Hour of Girl Power               | - Lançado: 14 de abril de 1997 - Gravadora: Virgin - Formato: VHS         | - UK: 13× Platina - CAN: 8× Platina - FRA: 3× Platina |
| Girl Power! Live in Istanbul         | - Lançado: Dezembro de 1997 - Gravadora: Virgin - Formato: VHS, DVD       | - UK: 5× Diamante - EUA: Platina - FRA: Diamante      |
| Live at Wembley Stadium              | - Lançado: 16 de novembro de 1998 - Gravadora: Virgin - Formato: VHS, DVD | - UK: Platina - EUA: Platina                          |
| Spice Girls in America: A Tour Story | - Lançado: 7 de junho de 1999 - Gravadora: Virgin - Formato: VHS          |                                                       |
| Forever More                         | - Lançado: 13 de novembro de 2000 - Gravadora: Virgin - Formato: VHS, DVD |                                                       |

### Videoclipes
| Título                                           | Ano  | Diretor                         | Notas                                |
| ------------------------------------------------ | ---- | ------------------------------- | ------------------------------------ |
| "Wannabe"                                        | 1996 | Johan Camitz                    |                                      |
| "Say You'll Be There"                            | 1996 | Vaughan Arnell                  |                                      |
| "2 Become 1"                                     | 1996 | Andy Delaney & Monty Whitebloom |                                      |
| "Mama"                                           | 1997 | Andy Delaney & Monty Whitebloom |                                      |
| "Who Do You Think You Are"                       | 1997 | Greg Masuak                     |                                      |
| "Who Do You Think You Are" (Versão Comic Relief) | 1997 | Greg Masuak                     |                                      |
| "Spice Up Your Life"                             | 1997 | Marcus Nispel                   |                                      |
| "Too Much"                                       | 1997 | Howard Greenhalgh               |                                      |
| "Too Much" (Versão do Spice World)               | 1997 | Howard Greenhalgh               |                                      |
| "Stop"                                           | 1998 | James Brown                     |                                      |
| "(How Does It Feel to Be) On Top of the World?"  | 1998 | —                               | Entre England United                 |
| "Viva Forever"                                   | 1998 | Steve Box                       |                                      |
| "Goodbye"                                        | 1998 | Howard Greenhalgh               |                                      |
| "It's Only Rock 'n Roll (But I Like It)"         | 1999 | —                               | Entre Artists for Children's Promise |
| "Holler"                                         | 2000 | Jake Nava                       |                                      |
| "Let Love Lead the Way"                          | 2000 | Greg Masuak                     |                                      |
| "If You Wanna Have Some Fun"                     | 2000 | Arnaud Boursain                 | Vídeos de compilação                 |
| "Headlines (Friendship Never Ends)"              | 2007 | Anthony Mandler                 |                                      |